# Colomby-sur-Thaon
Colomby-sur-Thaon is een plaats en voormalige gemeente in het Franse departement Calvados (regio Normandië) en telt 417 inwoners (2004). De plaats maakt deel uit van het arrondissement Caen.

## Geschiedenis
De gemeente maakte tot het op 22 maart 2015 werd opgeheven deel uit van het kanton Creully. Colomby-sur-Thaon werd hierop opgenomen in het op die dag gevormde kanton Courseulles-sur-Mer, net als de gemeente Anguerny waarmee de gemeente op 1 januari 2016 fuseerde tot de commune nouvelle Colomby-Anguerny.

## Geografie
De oppervlakte van Colomby-sur-Thaon bedraagt 2,8 km², de bevolkingsdichtheid is 148,9 inwoners per km².
De onderstaande kaart toont de ligging van Colomby-sur-Thaon met de belangrijkste infrastructuur en aangrenzende gemeenten.

## Demografie
Onderstaande figuur toont het verloop van het inwonertal (bron: INSEE-tellingen).
Vanwege een beveiligingsprobleem met de MediaWiki Graph-software is het momenteel niet mogelijk deze grafiek weer te geven. Zodra de software is bijgewerkt zal de grafiek vanzelf weer zichtbaar worden.